# Matt Helm, agent très spécial
Pour les articles homonymes, voir Matt Helm et Helm (homonymie).
Pour plus de détails, voir Fiche technique et Distribution.
Matt Helm, agent très spécial (The Silencers) est un film américain réalisé par Phil Karlson, sorti en 1966.
Il s'agit d'une adaptation des romans The Silencers et Death of a Citizen de Donald Hamilton.[réf. nécessaire]
Le film évoque un ancien agent du contre-espionnage américain qui est recontacté afin de combattre un organisme se préparant à déclencher la troisième guerre mondiale.

## Synopsis
Autrefois photographe le jour et espion la nuit, Matt Helm est maintenant un agent secret à la retraite, prenant des photos de mannequins glamour tout en entretenant une relation étroite avec son assistante, la charmante Lovey Kravezit. Cependant son ancien patron, Macdonald, le ramène à l'agence secrète pour contrecarrer une nouvelle menace de la diabolique organisation Big O.
Son sinistre chef, Tung-Tze, élabore un plan pour larguer un missile sur le site d'un essai de bombe atomique souterraine au Nouveau-Mexique, ce qui déclenchera une guerre nucléaire mondiale. Helm accepte la mission et se retrouve armé d'un large assortiment de gadgets d'espionnage, ainsi que de l'aide de la femme fatale, Tina, et de Gail Hendricks, apparemment incapable, un agent ennemi potentiel beau mais maladroit.
En cours de route, Helm est presque distrait par une mystérieuse séductrice brandissant un couteau et il est témoin du meurtre d'une belle agente de Big O, la sensuelle strip-teaseuse Sarita. En fin de compte, Helm l'emporte, avec Gail à ses côtés alors qu'il détruit à lui seul l'entreprise maléfique de Tung-Tze et son complot pour détruire le monde.

## Fiche technique
Sauf indication contraire, les informations mentionnées dans cette section peuvent être confirmées par la base de données cinématographiques IMDb,  présente dans la section « Liens externes ».
- Titre original : The Silencers
- Titre français : Matt Helm, agent très spécial
- Titre belge : Matt Matt Helm, agent très spécial... et les tueuses
- Titre québécois : The Silencers
- Réalisation : Phil Karlson
- Scénario : Oscar Saul, d'après les romans de Donald Hamilton
- Musique : Elmer Bernstein
- Décors : George R. Nelson
- Costumes : Moss Mabry, Sy Devore (pour Dean Martin)
- Photographie : Burnett Guffey
- Montage : Charles Nelson
- Production : Irving Allen, Dean Martin (producteur délégué, non-crédité), James Schmerer (producteur associé, sous le nom de Jim Schmerer)
- Société de production : Meadway-Claude Productions Company
- Société de distribution : Columbia Pictures
- Format : couleur (Pathécolor) - 35 mm - 1,85:1
- Durée : 102 minutes
- Dates de sortie :
  - États-Unis : 16 mars 1966
  - France : 6 avril 1966

## Distribution
- Dean Martin (VF : Jean-Claude Pascal) : Matt Helm
- Stella Stevens (VF : Michèle Bardollet) : Gail Hendricks
- Daliah Lavi : Tina
- Victor Buono (VF : Roger Carel) : Tung-Tze
- Arthur O'Connell : Joe Wigman
- Robert Webber (VF : Michel Gudin) : Sam Gunther
- James Gregory (VF : Roger Tréville) : MacDonald
- Nancy Kovack : Barbara
- Roger C. Carmel : Andrejev
- Cyd Charisse : Sarita
- Beverly Adams : Lovey Kravezit
- Richard Devon : Domino
- Robert Phillips (VF : Michel Le Royer) : l'homme armé dissimulé dans le garage
- Patrick Waltz (VF : Claude Joseph) : le réceptionniste du Phoenix Hotel
- David Bond : Dr Naldi
- John Reach : Traynor
- Frank Gerstle : Frazer
- John Willis : M.C.
- Frank Hagney (non crédité) : un ivrogne

## Commentaires
C'est la première des quatre aventures filmées de Matt Helm interprétés par Dean Martin.
Il y interprète quelques chansons, dont South of the Border et Side by Side, et parodie James Bond. Ses partenaires sont notamment Stella Stevens et Cyd Charisse.
Des spécialistes du genre affirment que c'est probablement le meilleur des quatre films de la série Matt Helm interprétée par Dean Martin. Dans la version française, c'est Jean-Claude Pascal qui interprète les chansons qui étaient interprétées par Dean Martin.